# Haute-contre
El haute-contre es un raro tipo de voz alta de tenor, predominante en la ópera francesa barroca y clásica desde finales del siglo XVIII.

La voz fue usada principalmente en papeles solistas masculinos, típicamente los héroes, pero también en papeles cómicos (como el rol femenino principal de Platée de Rameau). 
Lully escribió ocho de catorce papeles principales masculinos para esta voz; Rameau también compuso extensamente para el haute-contre, como luego hizo Gluck. Los principales haute-contres de la Académie Royale de Musique que crearon los roles protagónicos de las óperas de Lully, al final del siglo XVII, fueron Bernard Clédiere y Louis Gaulard Dumesny. Notorios haute-contres de la primera mitad del siglo XVIII fueron, primeramente, Jean-François Tribou, quien revivió el estilo y las óperas de Lully en los años veinte y treinta, luego el mítico Pierre Jélyotte y sus sustitutos, François Poirier y Jean-Paul Spesoller, conocido popularmente como La Tour, todos los cuales cantaron las óperas de Rameau y reposiciones de Lully para la Académie Royale de Musique, y finalmente Marc-François Bêche, quien se involucró principalmente en presentaciones en la corte. Posteriormente llegó Joseph Legros, para quien Gluck escribió sus principales roles de haute-contre, entre los cuales se cuentan el protagónico de Orphée et Eurydice en la versión de 1774, y Achilles en Iphigénie en Aulide. Existe además un extenso repertorio de música para esta voz en airs de cour en francés y cantatas solísticas en francés del período barroco; los haute-contres cantaban también en los coros, tomando la parte sobre los tenores, que eran designados como tailles.
La naturaleza de la voz de haute-contre ha sido materia de mucho debate, y el hecho de que, históricamente, los escritores ingleses hayan traducido el término como "contratenor" no ha sido particularmente útil, sobre todo siendo que esta última palabra también ha sido materia de considerable controversia musicológica; ambos términos derivan, en última instancia del latín contratenor. Es generalmente aceptado que los haute-contres cantaban en lo que los especialistas llaman "modal" (por ejemplo, voz "hablada"), probablemente usando falsete para sus notas más altas.
El haute-contre es visto por algunas autoridades como similar, o de hecho idéntico, al tipo de voz descripta en italiano como tenore contraltino. Aunque no sea desconocida anteriormente (por ejemplo el rol protagónico de Mitridate de Mozart), roles para esta voz fueron particularmente numerosos al principio del siglo XIX: por ejemplo Lindoro en L'italiana in Algeri o Rodrigo en Otello de Rossini. Rossini además escribió roles en francés para este tipo de voz, la cual puede ser vista así como continuación directa de la tradición temprana del haute-contre. Ésta incluye al protagonista de Le Comte Ory, Néocles en Le siège de Corinthe y Arnold en Guillaume Tell, todos escritos para el gran tenor francés Adolphe Nourrit.
Uno de los mayores intérpretes contemporáneos de este tipo de repertorio vocal es "Juan Diego Florez".